# 更紗

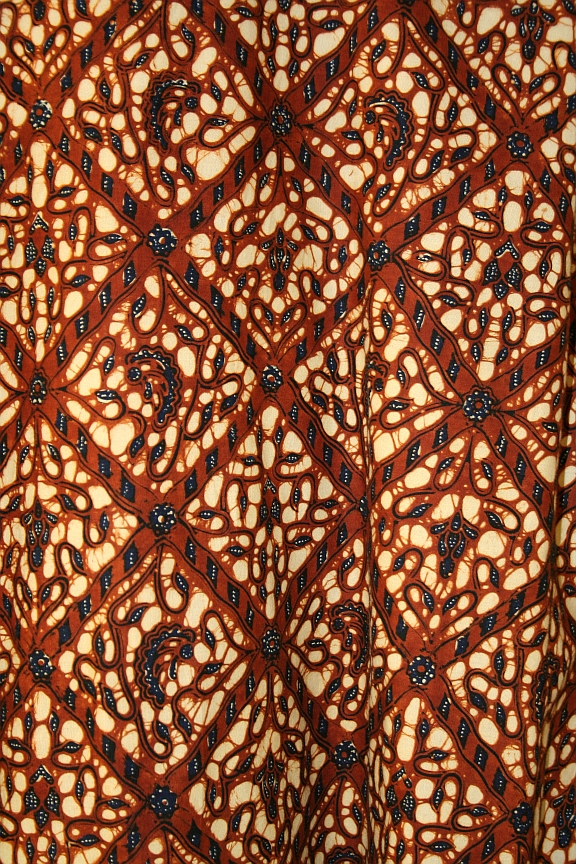
ジャワ・バティックの一例

更紗（サラサ）は、インドが起源の、木綿地に多色で文様を染めた布製品、及び、その影響を受けてアジア、ヨーロッパなどで製作された類似の文様染め製品を指す染織工芸用語。英語のchintzに相当する。大航海時代にインドから各地へ広がった。日本ではインド以外の地域で製作されたものを、産地によりジャワ更紗、ペルシャ更紗、日本産は和更紗などと称している。

## 概要
日本で「更紗」の名で呼ばれる染織工芸品には、インド更紗のほか、前述のようにジャワ更紗、ペルシャ更紗、シャム更紗など様々な種類があり、何をもって「更紗」と呼ぶか、定義を確定することは困難である。一般にはインド風の唐草模様、樹木、人物などの文様を、手描きや蝋防染を用いて多色に染めた木綿製品を指すが、日本製の更紗には木綿でなく絹地に染めた、友禅染に近い様式のものもある。
更紗の特色は、その鮮烈な色彩や異国風の文様とともに、木綿という素材を用いること、及び、「織り」ではなく「染め」で文様を表していることにある。日本の染織工芸史を通観すると、正倉院宝物の染織品には絞り染め、板締め染め、蝋防染、木版などを用いた染め文様が多く見られるが、その後は平安時代から中世末までは「織り」による文様表現が主流となっていた。しかし、更紗の渡来によって「染め」の文様表現が再び盛んとなり、後の友禅染などの隆盛につながっている。「異国風」の文様表現のみならず、素材としての木綿も中世末から近世初頭の日本においては目新しいものであった。それまでの日本の衣料の素材としては絹と麻が主流であり、木綿は普及していなかった。『日本後紀』によれば、綿の日本への渡来は799年（延暦18年）のことで、三河国（現在の愛知県東部）に漂着した「崑崙人」がもたらしたものであったというが、栽培方法等がよくわからないままに絶滅してしまった。日本に木綿が再び伝わるのは室町時代末期である。木綿は丈夫な素材で、保温性、吸水性も高く、衣服の素材として優れている。米作よりも収益性が高いこともあって、江戸時代中期以降、日本各地で木綿の生産が盛んになり、広く普及するようになった。

## 日本における更紗の受容
日本では室町時代以降、中国（明）との勘合貿易によって金襴、緞子（どんす）など、明の高級染織品が輸入された。こうした輸入染織品は当時の日本で貴重視され、茶人により「名物裂」（めいぶつぎれ）と称されて茶道具を包む仕覆などに利用された。インド産の更紗裂も名物裂と同様、茶人らによって珍重され、茶道具の仕覆、茶杓の袋、懐中煙草入れなどに利用された。こうした更紗裂は室町時代から日本へ輸入されていたものと推定されるが、更紗の日本への渡来が文献から確認できるのは17世紀以降であり、南蛮船、紅毛船などと称されたスペイン、ポルトガル、オランダ、イギリスなどの貿易船によって日本へもたらされたものである。中でも、東インド会社を設立し、インドとの貿易が盛んであったオランダやイギリスの貿易船によって日本へもたらされたものが多かったと推定される。「さらさ」の文献上の初見は、1613年（慶長18年）、イギリス東インド会社の司令官ジョン・セーリスの『日本来航記』に見えるものである。対日貿易開始のため日本を目指したセーリスは、1613年、クローブ号で肥前国の平戸に入港。この時、火薬、鉄砲、ワインなどとともに更紗を平戸の領主に贈っている。
こうした、室町時代から近世初期にかけて日本に渡来した更紗裂は「古渡り更紗」と称されて特に珍重されている。彦根藩主井伊家にはこうした古渡り更紗の見本裂が多数伝来し、「彦根更紗」と通称されている。「彦根更紗」は現在、東京国立博物館に約450枚が収蔵されているが、作風から見るとその大部分はインド更紗である。
1778年（安永7年）には更紗の図案を集成した『佐良紗便覧』が刊行されており、茶人、武家など富裕な階層に独占されていた更紗が、この時代には広く普及し始めたことがわかる。現に、近世の風俗図屏風などには更紗の衣装を着用した人物が描かれたものが散見される。

## 更紗の語源
「さらさ」の語源については諸説あり、決定的な説はない。インド北西部の港であるスラト(Surat)が語源であるとする説が古くからあるが、「スラト」と「サラサ」の音韻には差が大きく、この説は現代ではあまり支持されていない。ポルトガル語のsaraçaが語源であるとする説もある。また、16世紀末のオランダ人、リンス・ホーテンの『東方案内記』に、綿布の名としてsarasoあるいはsarassesという名称が見え、これが語源であるとする説もある。
「更紗」という漢字表記が定着するのは江戸時代末期のことで、それ以前には「佐良佐」「紗良紗」など様々に表記されていた。1713年（正徳3年）刊の『和漢三才図会』では「華布」と書いて「さらさ」と読ませている。この「華布」とは「文様のある布」の意である。また、江戸時代には「更紗」に相当する染織品を「しゃむろ染」とも称し、「紗羅染」「砂室染」などの字をあてている。たとえば、1638年（寛永15年）に刊行された『毛吹草』には「紗羅染」の表記が見られる。シャム（タイ国）方面を経由してもたらされた染物という意味合いで「しゃむろ染」と称されたものであるが、現存遺品を見る限り、こうした染物の大部分はインド製である。

## 各地の更紗

### インド更紗
インドの染織は2,000年以上の歴史を持つが、現代に伝わるインド更紗はおおむね16世紀以降の品である。なお、エジプトのフスタートからは13 - 14世紀に遡るインド更紗が出土している。製品は壁掛け、敷物などが主で、赤、白、藍、緑などの地に濃厚な色彩で唐草文、樹木文、ペイズリー文、人物文、動物文などを表す。このうち、唐草文はエジプトに起源をもつ古い文様で、壁掛け、敷物などの全面に唐草を表したり、主文様の縁取りに唐草を用いたりしている。樹木文は、生命の象徴としての聖樹を主文様としたものである。インド更紗はインド国内向け製品のほか、インドネシア、シャム（タイ）など各地に輸出されており、これらの製品はインド国内向け製品とは異なり、輸出先の地元で好まれるデザインが採用された。
染料としてはアカネ（茜）の赤、コチニールの臙脂（えんじ）色、藍などが用いられる。コチニールはサボテンに寄生するカイガラムシから得られる動物性染料である。インド更紗の作風は多岐にわたるが、大別して、目のつんだ木綿地にカラムという鉄製または竹製のペンのような道具を用いて、手描きで繊細な文様を表したものと、やや目の荒い木綿地に主に木版またはテラコッタ版を押捺して文様を表した、日本で「鬼更紗」と呼ぶものとがある（手描きと版を併用した作品もある）。前者の製作工程を略述すると次のとおりである。
木綿は耐久性や保温性には優れているが、染料の色が定着しにくい素材である。また、アカネなどの植物性染料は、明礬（みょうばん）、鉄、灰汁（あく）など他の物質と化学反応を起こさせないと、染料単独では発色・定着しないことが多い。この、化学反応を起こさせる物質を媒染剤といい、アカネの場合は明礬が媒染剤として用いられる。インド更紗の製作にあたっては、ミロバランという植物の実を煮沸して作った染汁で下染めした後、カラムを用いて媒染剤で図案を描く。これをアカネの染汁に浸すと、媒染剤を塗布した部分のみが赤く染まる。次に、これに青系統の色を加えるには、藍で染めたい部分だけを残して、布面に蝋を置く（蝋防染）。こうして藍染めを行うと、蝋を置いた部分は染まらず、蝋を置いていない部分のみが藍色になる。前述の鬼更紗は、アカネ染めのみで蝋防染の工程を省いたものが多く、文様も手描きでなく木版プリントによるものが多い。

### ジャワ更紗
インド更紗の影響下に製作されたもので、蝋防染を主たる技法とし、バティックの名で知られている。文様を描くにはチャンティンと呼ばれる、銅製の小壺に把手のついた道具を用いる。これに溶解した蝋を入れ、細い注ぎ口から少しずつ蝋を出すことによって文様を表す。また、チャップと呼ばれる銅製の型を用いて蝋置きをする場合もある。色彩は藍色と茶色が特徴的で、茶色はソガという植物から取られた染料である。特徴的な文様としては、葉、刀、蛇などの連続文様がある。現代では、ジャワ産以外でも蝋防染で文様を表した布（ろうけつ染め）を一般にバティックと呼称している。

### ペルシャ更紗
インド更紗と技法、文様ともに近い。植物文様にチューリップ、バラなどの洋花を多用する点が特色である。

### シャム更紗
技法はインド更紗と同様、手描きと木版押捺とがある。文様は仏、菩薩などの仏教的題材をモチーフにしたものが多く、色彩は藍色を多用するのが特色である。

### その他
他にロシア更紗、ジューイ更紗（フランス、fr）、オランダ更紗などがある。これらは各国においてインド更紗の技法とデザインを模倣し、木版に代えて銅版を使用するなどの技術改良を加えながら発展していったものである。
西アフリカで使用されているアフリカン・プリントは、インド更紗とそれをもとにしたヨーロッパの機械製更紗、ジャワ更紗（バティック）とそれをもとにヨーロッパで作られた模倣ジャワ更紗がもとになっている。

## 和更紗
早くから作られたものに鍋島更紗があり、その他、江戸時代後期になると日本各地で更紗の模倣品が製作されるようになった。天草更紗、長崎更紗、堺更紗、京更紗、江戸更紗などが著名である。文様の表出には、手描きや木版のほか、日本独特の技法である伊勢型紙を用いた型染めがある。伊勢型紙とは、現在の三重県鈴鹿市の特産で、渋紙を何枚か重ね、彫刻刀で繊細な文様を彫ったもので、これを布面にあてがい、刷毛で染料を塗り込むものである。近世の日本ではアカネ染めの技法が開発されていなかったため、全体に色彩は地味であり、文様も扇などの日本的風物を取り入れたものがある。
鍋島更紗は1598年（慶長3年）、朝鮮出兵から帰国した鍋島直茂が李氏朝鮮から連行してきた九山道清（くやまどうせい）なる人物によって始められたとされ、染めには木版と型紙を用いる。焼き物の鍋島焼と同様、佐賀藩によって保護奨励されていたが、鍋島更紗の伝統は明治になって一時途絶え、1960年代になって地元の染織家鈴田照次が復活した。
天草更紗は江戸時代末期の文政年間（1818年〜）に始まったとされるが、染織工芸家・大和田靖子の40年以上かけた研究『天草更紗の検証』（2010年9月）及び『天草の更紗』（2014年5月）によると、江戸時代、オランダや中国から長崎経由で輸入される際に長崎奉行が鑑定・評価する手本として幅2寸（6.06センチメートル）ほどの切れ端を「端物切本帳」に貼り付け、荷札のサンプルを作成した。それが現在、東京国立博物館や長崎歴史文化博物館などに残っている。旧家の大庄屋松浦家（天草市天草町）や武田家（天草郡苓北町）などに残る更紗を一点々、「端物切本帳」の模様と布地を照らし合わせた。
その結果、輸入更紗とそれを真似て日本で作られた和更紗の二種類に分類できることが分かった。
さらに型紙も発見されず、鍋島更紗などと肩を並べるような独自性のある「これぞ天草更紗の技法なり」というものは全く見当たらず、更紗の中で特別のものとするには無理があると疑問視し、結論づけている。
昭和の初めから1950年代にかけて復興更紗として注目を浴びた中村初義（1970年没）は、染料を混ぜた糊「色糊」を使用した型染めで、明治以降ドイツから化学染料が輸入された後、染めの加工工程を簡略化し、安くて大量生産の技術を用いたものであった。中村は1964年、県の無形文化財に指定（1975年指定解除）されるが、大和田は「たとえ更紗の模様であっても技法が伴わなければ厳密な意味で、更紗ではなく、『更紗模様』『更紗風』と表現して然るべきもの」だという。
近年、「天草更紗の復興・復活」という言葉でもって江戸期の更紗と関連付けるような印象を与える天草更紗創作の動きもあるが、「技法が伴わなければ更紗ではない。本来ならば植物染料を刷毛で摺り込むのが本当で、糊に色を混ぜてヘラで型に摺り込む技法は江戸時代にはなかった。」と疑問視する（『天草更紗の検証』）。
この他に長崎更紗、堺更紗、京更紗、江戸更紗などが知られる。こうした和更紗は、元は男性の下着や、女性用の帯、和装小物、風呂敷、布団地などに用いられ、素材はインド更紗と同様に木綿が原則であった。しかし、大正時代末期頃から更紗文様が絹製の帯などにも染められるようになった。更紗が着尺にも染められるようになり、更紗の着物が普及するようになるのは第二次世界大戦後のことであるが、これは文様が「異国風」であるという点以外、一般の着物と大差ないものである。
和更紗は、300枚もの型紙を使って製作された作品もあった。戦後は印刷技術の発達・普及で衰退したが、伊勢型紙と江戸小紋の技術を継承して更紗の再興に取り組む職人もいる。

## 表現として
古典園芸植物である寒蘭の花色には更紗系と呼ばれるものがある。一般に寒蘭の花弁は緑を中心に赤や黄色に色づくが、その際花弁の脈を中心に色づく傾向がある。その中で、特に脈の赤や茶系統が強く、花弁の周囲の地の色に対して浮き立つものをこう呼ぶ。